# Iris Marquardt
Iris Marquardt ist eine deutsche Diplom-Ingenieurin auf dem Fachgebiet des Bauingenieurwesens und Dekanin der Fakultät Bauen und Erhalten sowie Professorin für Baustoffkunde und Betontechnologie an der HAWK Hildesheim.

## Leben
Nach ihrem Bauingenieurstudium (1993 bis 1998) mit der Vertiefung konstruktiver Ingenieurbau an der Universität Hannover wechselte Marquardt als wissenschaftliche Mitarbeiterin auf dem Fachgebiet der Baustoffe an die Universität Rostock (1999–2004). Dort erhielt sie im Jahre 2001 ihre Promotion. Im April 2002 meldete sie ein Patent (Nr. 100 54 823) für ein Verfahren zur Herstellung von Mörteln und Betonen an. Für ihre herausragende Dissertation mit dem Thema „Ein Mischungskonzept für selbstverdichtenden Beton auf der Basis der Volumenkenngrößen und Wasseransprüchen der Ausgangsstoffe“ wurde sie 2003 mit dem Joachim-Jungius-Förderpreis der Universität Rostock ausgezeichnet.
Von 2005 bis 2007 arbeitete Marquardt als Bauleiterin bei der Hochtief Construction AG in Hamburg. Die Leitung für Betontechnik und die Prokura für die Holcim Beton und Zuschlagstoffe GmbH in Sehnde-Höver erhielt sie von 2007 bis 2013. Nebenberuflich war sie bis 2013 für zwei Jahre als Geschäftsführerin der Beton- und Baustoffprüfstelle Leer GmbH tätig.
Anschließend war sie bis September 2020 als Professorin für Baustoffe und Betontechnologien an der Technischen Hochschule Lübeck angestellt. Zeitgleich mit ihrer Professur in Lübeck war sie als Leiterin der Materialprüfanstalt Schleswig-Holstein tätig.
Seit 2007 ist Marquardt zudem Dozentin im Lehrgang Erweiterte betontechnologische Ausbildung am ABZ Mellendorf, dem Bildungszentrum der Bauwirtschaft Niedersachsen-Bremen in Mellendorf. Von 2007 an war sie Mitglied des Prüfungsausschusses und ist seit 2015 dessen Vorsitzende.
Im September 2020 wechselte sie als Professorin für Baustoffkunde und Betontechnologie an die HAWK Hildesheim. Als Dekanin der HAWK leitet sie die Fakultät Bauen und Erhalten.

## Veröffentlichungen (Auswahl)
- mit Wibke Hermerschmidt: Selbstverdichtender Beton für massige Bauteile. In: BFT International. Nr. 10, 2016, ISSN 1865-6528, S. 44–54 (Einleitung online).
- mit Wolfgang Linden (Hrsg.): Ökologisches Baustoff-Lexikon. VDE-Verlag, 2018, ISBN 978-3-8007-3232-6 (4., völlig neu bearb. und erw. Auflage).